# CLEC12A
CLEC12A‏ (C-type lectin domain family 12 member A) هوَ بروتين يُشَفر بواسطة جين CLEC12A في الإنسان.